# Kardinaler udnævnt af Paul VI
Kardinaler udnævnt af Paul VI er en liste over de 143 kardinaler pave Paul VI udnævnte under seks konsistorier i perioden fra 22. februar 1965 til 29. juni 1977.

## 22. februar 1965
- Maximos IV Saigh M.S.S.P.
- Pierre-Paul Meouchi
- Stephanos I Sidarouss C.M.
- Josyf Ivanovice Slipyj
- Lorenz Jaeger
- Thomas Benjamin Cooray O.M.I.
- Josef Beran
- Maurice Roy
- Joseph-Marie-Eugène Martin
- Owen McCann
- Léon-Etienne Duval
- Ermenegildo Florit
- Franjo Šeper
- John Carmel Heenan
- Jean-Marie Villot
- Paul Zougrana MAfr
- Lawrence Joseph Shehan
- Enrico Dante
- Cesare Zerba
- Agnelo Rossi
- Giovanni Colombo
- William John Conway
- Ángel Herrera Oria
- Federico Callori di Vignale
- Joseph-Léon Cardijn
- Charles Journet
- Giulio Bevilacqua Orat.

## 26. juni 1967
- Nicolás Fasolino
- Antonio Riberi
- Giuseppe Beltrami
- Alfredo Pacini
- Gabriel-Marie Garrone
- Patrick Aloysius O'Boyle
- Egidio Vagnozzi
- Maximilien de Furstenberg
- Antonio Samorè
- Francesco Carpino
- José Clemente Maurer C.SS.R.
- Pietro Parente
- Carlo Grano
- Angelo Dell'Acqua O.Ss.C.A.
- Dino Staffa
- Pericle Felici
- John Joseph Krol
- Pierre Veuillot
- John Patrick Cody
- Corrado Ursi
- Alfred Bengsch
- Justinus Darmojuwono
- Karol Wojtyła, senere pave Johannes Paul II.
- Michele Pellegrino
- Alexandre-Charles Renard
- Francis James Brennan
- Benno Gut O.S.B.

## 28. april 1969
- Paul Yü Pin
- Alfredo Vicente Scherer
- Julio Rosales y Ras
- Gordon Joseph Gray
- Thomas Peter McKeefry
- Miguel Darío Miranda y Gomez
- Joseph Parecattil
- John Francis Dearden
- François Marty
- Jérôme Rakotomalala
- George Bernard Flahiff C.S.B.
- Paul Gouyon
- Mario Casariego y Acevedo C.R.S.
- Vicente Enrique y Tarancón
- Joseph Albert Malula
- Pablo Muñoz Vega S.J.
- Antonio Poma
- John Joseph Carberry
- Terence James Cooke
- Stephen Kim Sou-hwan
- Arturo Tabera C.M.F.
- Eugênio de Araújo Sales
- Joseph Höffner
- John Joseph Wright
- Paolo Bertoli
- Sebastiano Baggio
- Silvio Angelo Pio Oddi
- Giuseppe Paupini
- Giacomo Violardo
- Johannes Willebrands
- Mario Nasalli Rocca di Corneliano
- Sergio Guerri
- Jean Daniélou S.J.
- in pectore: Iuliu Hossu
- in pectore: Stepán Trochta S.D.B.

## 5. marts 1973
- Kardinal in pectore offentliggjort: Iuliu Hossu. Døde før offentliggørelsen.
- Kardinal in pectore offentliggjort: Stepán Trochta S.D.B.
- Albino Luciani, senere pave Johannes Paul I.
- António Ribeiro
- Sergio Pignedoli
- James Robert Knox
- Luigi Raimondi
- Umberto Mozzoni
- Avelar Brandão Vilela
- Joseph Marie Anthony Cordeiro
- Anibal Munoz Duque
- Boleslaw Kominek
- Paul-Pierre Philippe O.P.
- Pietro Palazzini
- Luís Aponte Martínez
- Raúl Francisco Primatesta
- Salvatore Pappalardo
- Ferdinando Giuseppe Antonelli O.F.M.
- Marcelo González Martín
- Louis-Jean Guyot
- Ugo Poletti
- Timothy Manning
- Paul Yashigoro Taguchi
- Maurice Michael Otunga
- José Salazar López
- Emile Biayenda
- Humberto Sousa Medeiros
- Paulo Evaristo Arns O.F.M.
- James Darcy Freeman
- Narciso Jubany Arnau
- Hermann Volk
- Pio Taofinu'u S.M.

## 24. maj 1976
- Octavio Antonio Beras Rojas
- Opilio Rossi
- Giuseppe Maria Sensi
- Juan Carlos Aramburu
- Corrado Bafile
- Hyacinthe Thiandoum
- Emmanuel Kiwanuka Nsubuga
- Joseph Schröffer
- Lawrence Trevor Picachy S.J.
- Jaime Lachica Sin
- William Wakefield Baum
- Aloísio Lorscheider O.F.M.
- Reginald John Delargey
- Eduardo Francisco Pironio
- László Lékai
- Basil Hume O.S.B.
- Victor Razafimahatratra S.J.
- in pectore: František Tomášek
- Dominic Ignatius Ekandem
- Kardinal in pectore (kreeret 27. april 1976) offentliggjort: Joseph-Marie Trinh-Nhu-Khuê
- Bolesław Filipiak

## 27. juni 1977
- Kardinal in pectore offentliggjort: František Tomášek
- Giovanni Benelli
- Bernardin Gantin
- Joseph Ratzinger, senere pave Benedikt XVI.
- Mario Luigi Ciappi O.P.